# A Visit from St. Nicholas

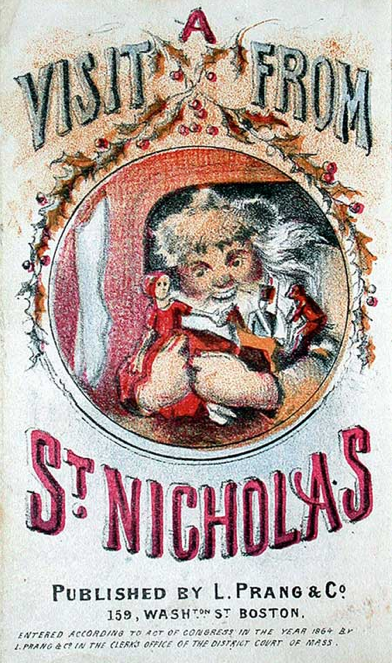
A visit from St. Nicholas, 1864

A Visit from St. Nicholas, later ook bekend als Twas Night Before Christmas, is een gedicht dat in 1823 in eerste instantie anoniem werd gepubliceerd onder de titel Account of a Visit from St. Nicholas. 
Het gedicht is een aantal jaar later alsnog toegeschreven aan Clement Clarke Moore, die in 1837 beweerde de auteur ervan te zijn. 

## Inhoud
Het gedicht beschrijft de kerstavond waarop een vader, na geluiden op zijn gazon te hebben gehoord, getuige is van de komst van de Kerstman op een slee getrokken door acht rendieren. De kerstman brengt cadeautjes en vult de kerstkousen bij de open haard voordat hij vertrekt met de wens "Happy Christmas to all, and to all a good night" (vrolijk kerstfeest aan allen, en aan allen een goedenacht).

## Connectie met de kerstman en Nederlandse tradities
Moore haalde, indien hij inderdaad zelf de auteur is, wellicht inspiratie voor het personage van de kerstman uit zowel een lokale Nederlandse marskramer als de traditie van Sinterklaas. 

Het uiterlijk van St. Nicholas wordt als volgt beschreven in het gedicht: 
Hij was geheel in bont gekleed, van zijn hoofd tot zijn voeten, En zijn kleren waren allemaal besmeurd met as en roet; Een bundel speelgoed dat hij op zijn rug had gegooid, En hij zag eruit als een marskramer die net zijn rugzak opende. Zijn ogen, wat fonkelden ze! zijn kuiltjes, hoe vrolijk! Zijn wangen waren als rozen, zijn neus als een kers! Zijn grappige mondje was opgetrokken als een boog, En de baard van zijn kin was zo wit als de sneeuw; De stronk van een pijp die hij stevig tussen zijn tanden hield, En de rook omgaf zijn hoofd als een krans; Hij had een breed gezicht en een kleine ronde buik, Dat schudde als hij lachte, als een kom gelei. Hij was rond en mollig, een echte vrolijke oude elf, [...]
Ook heten twee van de rendieren Donner en Blitzen, wat waarschijnlijk is afgeleid van de woorden "donder en bliksem". Hierdoor wordt het auteurschap van Moore soms in twijfel getrokken, aangezien bekend was dat hij geen Nederlands sprak. 
Moore heeft veel kenmerken van de kerstman geïntroduceerd die tot op de dag van vandaag worden geassocieerd met het personage, waaronder het gebruik van rendieren.